# Condate snelleni
Condate snelleni là một loài bướm đêm trong họ Erebidae.